# Геліс Марко Мойсейович

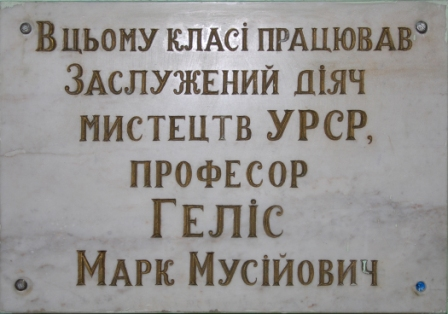
Меморіальна дошка Марку Гелісу в приміщенні Київської консерваторії.

Марко́ Мойсе́йович Ге́ліс (нар. 13(26) липня 1903 року, Кременчук — пом. 6 квітня 1976, Київ) — український музичний педагог. Професор (1940). Заслужений діяч мистецтв УРСР (1947).

## Біографія
1929 року закінчив Державний музично-драматичний інститут імені М. В. Лисенка.
1938 року заснував і до 1976 року очолював кафедру народних інструментів Київської консерваторії, від 1940 року — професор. Серед учнів Геліса — Іван Алексеєв, Микола Давидов, Анатолій Семешко, Євген Блінов, В'ячеслав Воєводін, Віктор Гуцал, Дмитро Попичук, Георгій Козаков, Сергій Баштан, Іван Яшкевич, Іван Журомський, Михайло Оберюхтін, Євген Бобровников, Сергій Крапива.
Працював керівником оркестру народних інструментів Українського радіо (1927—1930, 1944—1946).